# Mes parrains fêtent Noël

Mes parrains fêtent Noël est un téléfilm américano-canadien, mêlant prise de vues réelles et animation, réalisé par Savage Steve Holland en 2012.
Il est le deuxième téléfilm adapté de la série d'animation Mes parrains sont magiques de Butch Hartman, diffusée sur Nickelodeon, après Mes parrains sont magiques, le film : Grandis Timmy.

## Synopsis
Le film se poursuit après les événements du film Mes parrains sont magiques, le film: Grandis Timmy.
Timmy Turner (Drake Bell), ses fées (Cosmo, Wanda, et Poof) et Tootie ( Daniella Monet ) ont voyagé à travers le monde, les rêves des autres.
Quelques jours avant Noël, le Père Noël et les lutins vont vérifier qui est vilain et qui est gentil. Toutefois, le Père Noël se rend compte que Timmy accorde déjà des souhaits pour les autres et les personnes ont leurs noms retirés de la liste des gentils. Carol Christmas et Dingle Dave, deux elfes affrontent Timmy, ses fées et Tootie et leur dit que le Père Noël veut parler à Timmy. Quand ils arrivent à son atelier, le Père Noël explique qu'il veut que Timmy arrête d'accorder des souhaits et qu'il ait une grande responsabilité. Juste à ce moment, un elfe lui dit que la machine d'emballage cadeau est cassé. Quand le Père Noël désire qu'il soit réparer, Timmy décide de lui accorder le souhait. Cependant, comme les fées ne peuvent pas utiliser leurs pouvoirs magiques dans l'atelier, la magie provoque une explosion et le Père Noël tombe dans la machine; il a un impact à la tête et des lésions cérébrales  et l'amène à agir comme le lapin de Pâques. En raison de l'absence de l'esprit de Noël, les dysfonctionnements de l'atelier s'arrête.
Jorgen Von Strangle arrive et dit à Timmy qu'il doit reprendre le rôle du Père Noël, car les règles disent qu'un filleul doit prendre le rôle d'une icône de vacances si le filleul leur a fait du mal dans la mesure où ils ne peuvent pas faire leur travail. Timmy met  le chapeau du Père Noël pour reprendre son rôle et il reprend tous les pouvoirs de l'atelier, mais seulement pour un bref moment. Un elfe explique que Timmy ne peut pas être le Père Noël depuis qu'il est sur la liste des vilains. En outre, Cosmo, Wanda, Poof et Jorgen ne peuvent rien faire à ce sujet depuis la polarité magnétique de la Terre au pôle Nord annule les pouvoirs magiques des fées. 
Les elfes expliquent que pour retirer son nom de la liste des vilains, il doit parler à Elmer. Les elfes expliquent que c'est un chemin très dangereux et qu'il ne peut pas en sortir vivant. Timmy insiste alors d'y aller seul, puisque c'est son problème, cependant, Tootie, les fées de Timmy, deux elfes, et même M. Crocker (qui est venu au Pôle Nord pour tenter de retirer son nom de la liste des vilains) décident de venir aussi.
Le voyage s'avère difficile, surtout quand les elfes perdent le chemin  d'Elmer. Comme ils continuent, Timmy et Crocker sont séparés des autres à la suite d'une tempête de neige. Les fées, les elfes, et Tootie rencontrent un pingouin, qui croit  connaître le chemin d'Elmer. Après Tootie parvient à communiquer avec lui, le pingouin les guide vers un pont qui doit les emmener à Elmer. Pendant ce temps, Timmy et Crocker rencontre un groupe de bonhomme en pain d'épice, qui sont prêts à les aider. Juste à ce moment, Crocker affamé mord la tête de l'un des bonhomme en pain d'épice, les obligeant à se mettre en colère et de s'en prendre à eux. Timmy et Crocker arrivent à rejoindre Tootie et les autres et font camp pour la nuit. Le jour suivant, ils tombent sur le pont, qui est lourdement endommagé. Les fées aident Timmy qui tombe dans le ravin après avoir sauvé Crocker. Sauf que Timmy lache et tombe. Quand ils pensent que c'est la fin, Timmy arrive à remonter en utilisant des cannes de bonbon que le Père Noël lui avait donné.
Ils finissent par atteindre le château d'Elmer. En arrivant, Timmy demande à Elmer pourquoi il est sur la liste des  vilains quand il a été exaucé les vœux pour les autres. Cependant, Elmer explique que ses fées sont celles qui donnent des souhaits pour les autres, et que ses vœux sont à l'origine plus de mal que de bien, soutenue par une série de clips présentés par Elmer. Elmer refuse de retirer son nom de la liste des vilains et le laisse. Timmy et les autres sont en colère qu'ils ne peuvent pas sauver Noël. Cependant, Crocker s'ouvre à Timmy et explique qu'il le respecte pour avoir le courage de risquer sa vie pour Noël. Elmer surprend cela et retire le nom de Timmy de la liste des vilains. Timmy et les autres prennent alors le véhicule d'Elmer pour revenir à l'atelier.
Ils se rendent compte que, sans esprit de Noël, l'hiver Warlock Evil (de la négativité et la dépression) a couvert l'ensemble de la planète. Les elfes expliquent que Timmy a une très petite chance de sauver Noël maintenant que l'hiver Warlock a bloqué le chemin du pôle Nord. Timmy met rapidement  les vêtements du Père Noël, de rétablir le courant à l'atelier, et donne des ordres aux elfes et tout le monde  préparent tous les cadeaux. Quand ils sont tous prêts, ils rencontrent un problème de plus : tous les rennes sont absents (à cause de M. Crocker, qui involontairement les a libérés  dans une tentative de rester caché). Ils décident d'utiliser la voiture volante de Timmy. Ils arrivent à peine à travers la colère de l'hiver Warlock, et donnent tous les cadeaux à tout le monde.
Le jour de Noël, le Père Noël revient à la normale et se rend compte que tout le travail de Noël est fait par Timmy. Après le Père Noël remet ses vêtements. Malgré ne pas être retiré la liste des vilains, Crocker obtient son premier cadeau de Noël (une nouvelle cravate qui ressemble exactement à  celle qu'il a déjà et qu'il aime) et Timmy et Tootie s'embrassent sous le gui. Poof vole à l'écran et dit ses mots : « Tout est bien qui finit bien ». Puis Cosmo et Wanda s'envolent à l'écran. Wanda dit : « Pas de fées ont été blessés pendant le tournage de ce film » mais Cosmo dit qu'il a une coupure au doigt.

## Fiche technique
- Titre original : A Fairly Odd Christmas
- Genre : comédie, fantaisie, films de Noël
- Distribué par : Paramount Home Entertainment
- Réalisé par : Savage Steve Holland
- Produit par : Scott McAboy, Fred Seibert, Marjorn Cohn, Lauren Levine, Butch Hartman
- Scénario : Butch Hartman, Savage Steve Holland
- Histoire par : Butch Hartman, Ray DeLaurentis, Will Schifrin
- Starring : Drake Bell, Daniella Monet, Jason Alexander, Cheryl Hines, Tara Strong, Tony Cox, Daran Norris, Teryl Rothery, Travis Turner, Devyn Dalton, Donavon Stinson
- Musique : Guy Moon
- Cinématographie : Jon Joffin
- Montage : Anita Brandt-Burgoyne, Damon Fecht
- Société de production :Billionfold Inc., Frederator Studios, Pacifique Bay Entertainment
- Pays : États-Unis, Canada
- Langue	 Anglais
- Canal original	 Nickelodeon
- Date de sortie : 29 novembre 2012 : États-Unis / 22 décembre 2013 : France
- Durée : 66 minutes

## Distribution
- Drake Bell (VF : Alexandre Nguyen) : Timmy Turner
- Daniella Monet (VF : Caroline Pascal) : Tootie
- David Lewis (VF : Pierre Tessier) : Denzel Crocker
- Daran Norris (VF : Emmanuel Curtil) : M. Turner (live-action), (VF : Fabrice Josso) : Cosmo (voix)
- Teryl Rothery (VF : Sophie Riffont) : Mme Turner
- Susan Blakeslee (VF : Magali Rosenzweig) : Wanda (voix)
- Mark Gibbon (VF : Patrick Mancini) : Jorgen Von Strangle
- Travis Turner (VF : Gabriel Bismuth-Bienaimé) : Dingle Dave
- Devyn Dalton (VF : Leslie Lipkins) : Carol Christmas
- Tony Cox (VF : Pierre-François Pistorio) : Elmer
- Devon Weigel (VF : Marie-Eugénie Maréchal) : Vicky
- Donavon Stinson (VF : Sylvain Lemarié) : Père Noël
- Tara Strong : Poof (voix)
- Dalila Bela : Jingle Jill
- Olivia Steele-Falconer : Katie